# Edmund Deyczakowski
Edmund Gracjan Doliwa Deyczakowski (ur. 1873, zm. 1938) – technik drogowy, burmistrz Ottyni, działacz sokoli.
Jego ojciec był geometrą. Uczęszczał do gimnazjum w Stanisławowie. 
W Tłumaczu pracował jako technik drogowy. W tym mieście był wiceprezesem gniazda Polskiego Towarzystwa Gimnastycznego „Sokół”, a po śmierci prezesa Wandalina Walewskiego został jego następcą. Ponadto był prezesem gniazda w Ottyni i przyczynił się do budowy tamtejszego gmachu towarzystwa oraz pełnił urząd burmistrza tego miasta.